# Pristaulacus bicornutus
Pristaulacus bicornutus är en stekelart som först beskrevs av August Schletterer 1890.  Pristaulacus bicornutus ingår i släktet Pristaulacus och familjen vedlarvsteklar. Inga underarter finns listade i Catalogue of Life.